# Psilosticha mactaria
Psilosticha mactaria är en fjärilsart som beskrevs av Achille Guenée 1857. Psilosticha mactaria ingår i släktet Psilosticha och familjen mätare. Inga underarter finns listade.